# Massajer

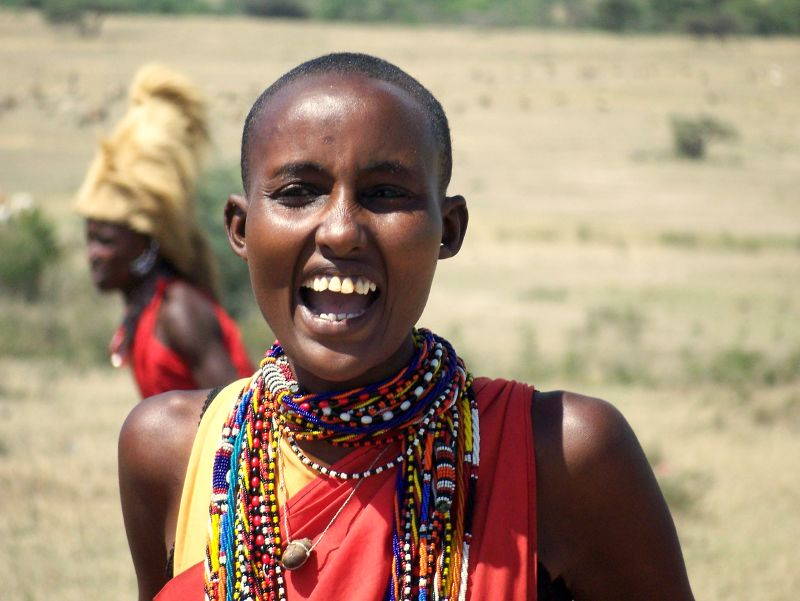
Massajkvinna

Massajer är ett delvis nomadiserande folkslag i savannområdet Serengeti i gränstrakterna mellan Kenya och norra Tanzania. De flesta massajer talar maa som modersmål.

## Antal
I Kenya och Tanzania finns enligt vissa beräkningar sammanlagt närmare en miljon massajer; detta definieras som 453 000 maa-talande personer i Kenya och 430 000 maa-talande personer i Tanzania. Andra beräkningar talar om 840 000 i södra Kenya och 300 000 i norra Tanzania. Folkräkningar försvåras genom de stora områdena massajerna färdas över samt av det faktum att de som enda etniska grupp har rätt att färdas över gränsen mellan Kenya och Tanzania.

## Historia

Massajriket under sin storhetsperiod, med nuvarande landgränser utritade.

Enligt massajernas egen historieskrivning började folkslaget vandra söderut från nuvarande nordvästra Kenya någon gång på 1400-talet, för att nå nuvarande gränsen mellan Kenya och Tanzania på 1600- och 1700-talet. Här växte ett massajrike fram, som hade sin största utbredning på 1800-talet, då massajkrigare gjorde räder ända ner till Mombasa. Under den här tiden fick massajerna rykte om sig i regionen som krigiska.
I slutet av 1800-talet drabbades massajerna hårt av nya sjukdomar som smittkoppor, och av torka. De var kraftigt försvagade när britterna började kolonisera det inre av Östafrika.
I två avtal, 1904 och 1911, lade den brittiska kolonialmakten beslag på mer än hälften av massajernas land. Senare under 1900-talet fortsatte tvångsförflyttningarna och lämnade massajerna på de minst bördiga markerna. Tidigare massajland användes dels för odling och dels för att anlägga nationalparker.

## Kultur

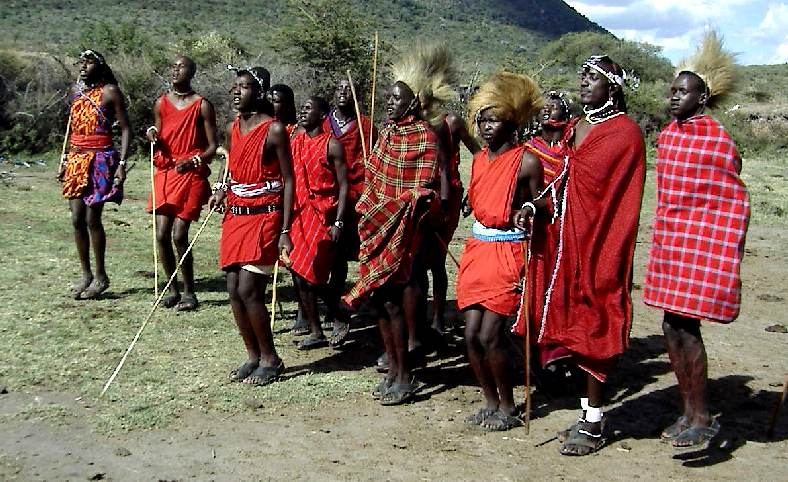
Massajer som dansar iklädda traditionella dräkter

Massajerna har av tradition varit monoteister, med en egen gud kallad Engai eller Enkai. I dag är många massajer kristna eller muslimer.
Boskapsskötsel är stommen i massajernas ekonomi och kultur. Däremot jagar eller äter man inte vilt.
De traditionella kläderna finns i flera former och varianter. Röda tyger är vanliga. Ett kangaliknande tyg i tre delar som bärs på överkroppen kallas shúkà.